# Ram Bergman
Ram Bergman (født ca. 1970-1975 i Rischon LeZion, Israel) er en israelsk filmproducer. Han er bedst kendt for at have produceret filmene Brick (2005), Looper (2012) og Star Wars: The Last Jedi (2017), der alle er blevet skrevet og instrueret af Rian Johnson.
Bergman har produceret mere end 25 film siden 1994. I 2013 producerede han Don Jon af og med Joseph Gordon-Levitt. I juni 2014 blev han hyret til at producere Star Wars: Episode VIII, senere annonceret som Star Wars: The Last Jedi, sammen med Kathleen Kennedy. De skal desuden producere efterfølgeren, den endnu unavngivne Episode IX.
Bergman er ejer og grundlægger af produktionsfirmaet Ram Bergman Productions.